# Secretário (ave)
O secretário (nome científico: Sagittarius serpentarius), também conhecido como serpentário, é uma espécie de ave de rapina de grande porte, predominantemente terrestre. Endémica de África, é encontrada geralmente nos campos abertos de erva e nas savanas das regiões subsarianas. Descrita pela primeira vez em 1779 por John Frederick Miller, apesar de ser um membro da ordem Accipitriformes (que inclui outras aves de rapina diurnas, como peneireiros, falcões e abutres), tem a sua própria família, a Sagittariidae. É uma ave facilmente avistada visto ser muito grande e com um corpo semelhante a uma águia em pernas de grou que lhe dá uma altura de 1.3 m (4 ft 3 in). Os sexos são de aparência similar. Os adultos têm face vermelho-laranja sem penas e uma plumagem predominantemente cinzenta.

## Etimologia
O nome "secretário" é provavelmente proveniente do árabe "ṣaqr aṭ-ṭāʾir" ("pássaro-caçador").